# Džunka

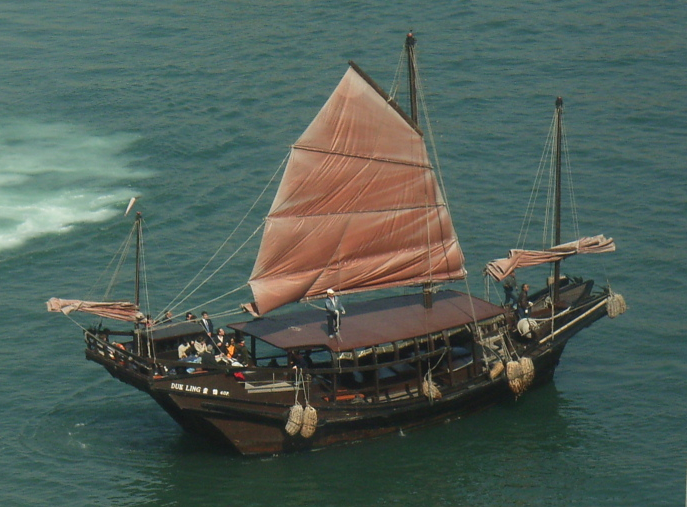
Moderní džunka poblíž Hongkongu

Džunka či čínská džunka je typ čínské plachetní lodě. Patří mezi nejméně úspěšné typy lodí v historii, i když byla široce používána přes 2000 let.
Tato konstrukce byla vyvinuta přibližně v letech 220 až 200 př. n. l. a postupně zdokonalována v dalších staletích. Ve velkém byly používány až do začátku 20. století a oblíbené jsou jako plachetnice dodnes. Největší lodě tohoto typu byly stavěny několik let před rokem 1421 z rozkazu císaře Jung-le v loděnici v Lung-ťiangu poblíž Nankingu, kdy jejich délka dosahovala až 140 m, šířka 36 m a byly označovány jako „lodě pokladů“.
Typické pro tyto lodi je trup s plochým dnem a čínské lugrové plachty zpevněné výztuhami.

## Poznámka
Džunky se přirozeně vyskytují v mnoha uměleckých dílech odehrávajících se nebo tematicky čerpajících z prostředí Dálného východu. Kromě mnoha jiných děl se o nich zmiňuje také Arthur Ransome ve své knize Slečna Lee.